# Jednakobrojnost
U matematici, dva skupa A i B su ekvipotentna ili jednakobrojna ako imaju isti kardinalitet, tj. ako postoji bijekcija f : A → B. Ovo se obično označuje kao
{\displaystyle A\approx B.\,}
Nazivi ekvipotentnost, ekvipolentnost i jednakobrojnost se koriste sinonimno.
U Skupu, kategoriji svih skupova s funkcijama kao morfizmima, izomorfizam među skupovima je točno bijekcija, i dva su skupa jednakobroja točno ako su izomorfna u ovoj kategoriji.

## Vidjeti također
- Kategorija skupova
- Kardinalan broj
- Kardinalnost
- Bijekcija